# ハイリゲンダム

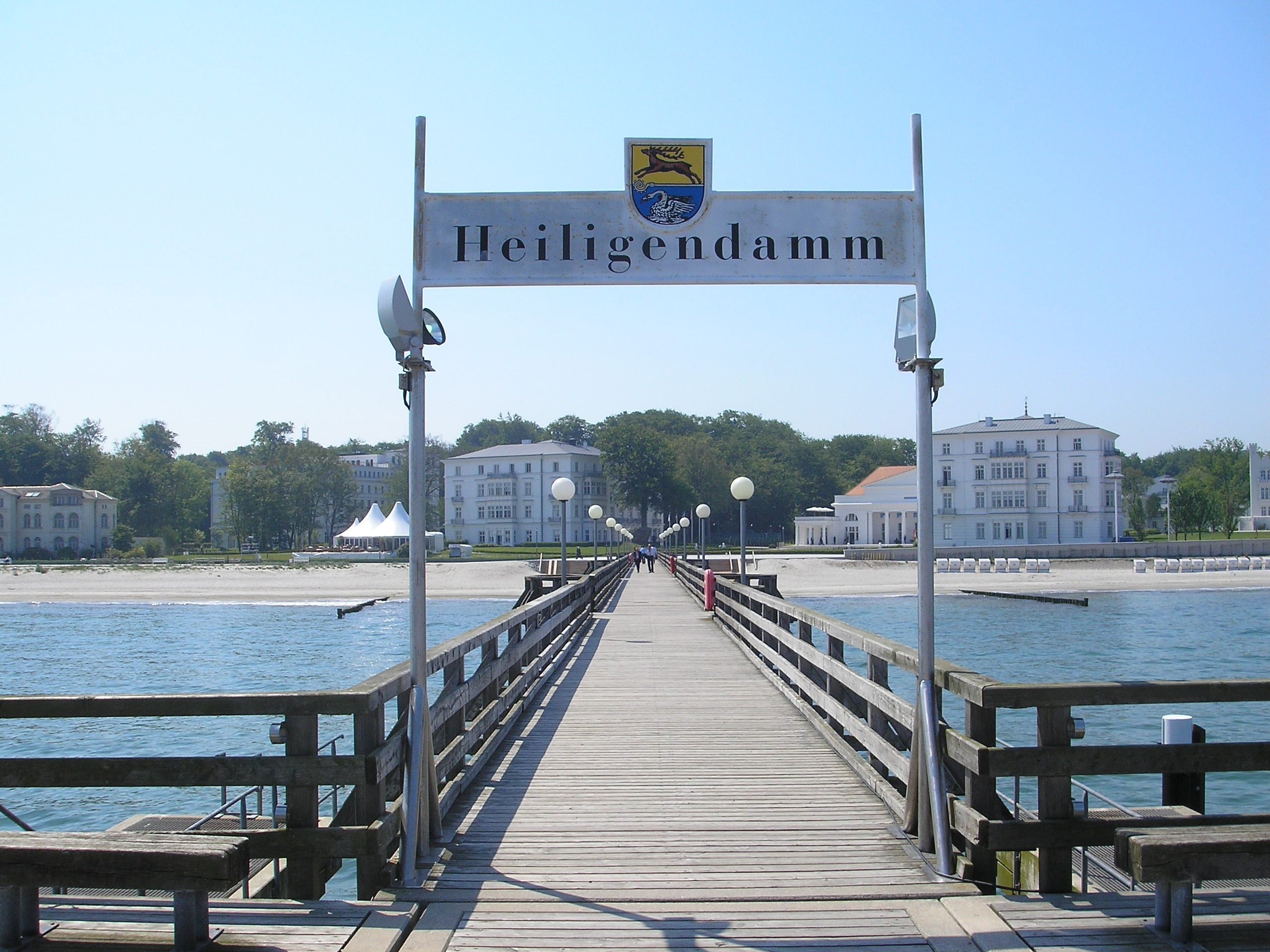
ハイリゲンダム・スパへ向かう桟橋

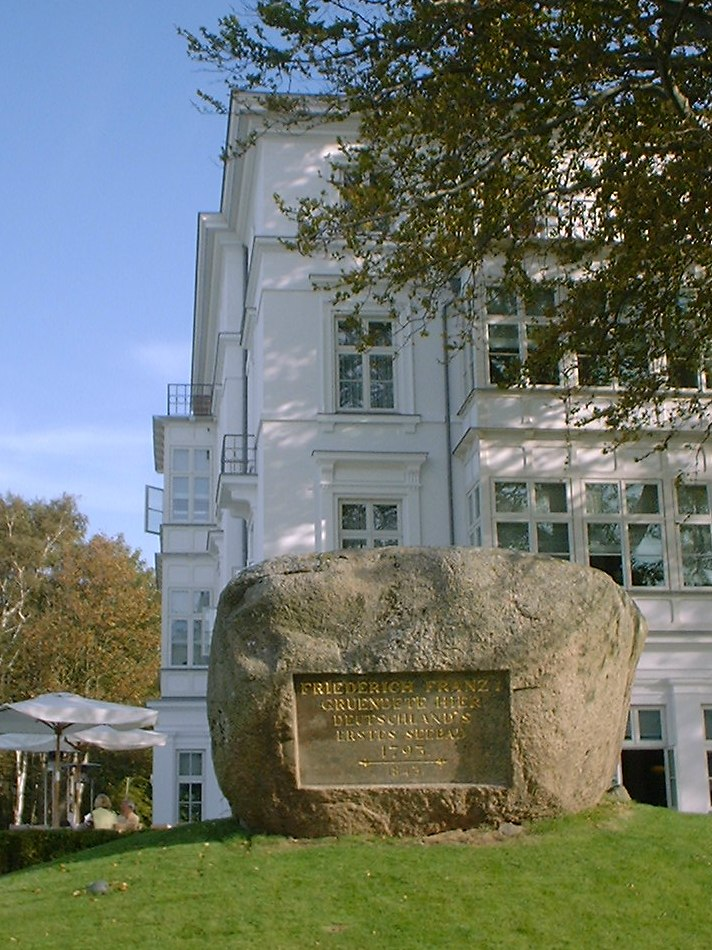
創立記念碑

ハイリゲンダム (Heiligendamm) は、ドイツ連邦共和国メクレンブルク＝フォアポンメルン州のバルト海沿岸ロストック郡バート・ドベラン市にあるリゾート地。キュールンクスボルン (Kühlungsborn) とバート・ドベラン市街とを結ぶナローゲージ蒸気鉄道線であるモリー鉄道 (Molli) の中間点にあたる。2007年に開催された第33回主要国首脳会議（サミット）の開催地である。旧東独地域では初の開催となった。

## 歴史
ハイリゲンダムはドイツのバルト海沿岸における最古の海岸リゾート地であり、貴族階級と上流社交界の優雅な会合場所として開発された。古風な建物が遊歩道沿いに並んでいるため、「海沿いの白い町」と呼ばれている。
1793年にこの町の最初の客として訪れ、その人気を高めた要因の1つともなった人物は、メクレンブルク＝シュヴェリーン大公国のフリードリヒ・フランツ1世 (Friedrich Franz I) だった。翌年、Johann Christoph、Heinrich von Seydwitz、Carl Theodor Severin、Gustav Adolph Demmler らは1793年から1870年にかけて、入浴と宿泊を目的とした美しい統合施設を設立した。その設立により、ハイリゲンダムはその後ドイツで最も優雅な海岸リゾート地となっていった。1930年代に入ると、ロシア皇帝の家族をはじめ、ヨーロッパの上流貴族たちはこの地を夏の避暑地として使用した。
第2次世界大戦後は、サナトリウムや回復病棟として使われた。だが、戦後の東ドイツの統治下で、有名な建物のいくつかが破壊され、より実用的な建物へと置き換えられた。ドイツ再統一後は投資家グループが多くの建物を買い取り刷新を図った。2003年の春には、新しい建物であるケンピンスキー・グランドホテルが開業した。開発により小さな裏通りが撤去されたため、居住者との間で対立が広がっている。